# Liste der Kreisstraßen im Landkreis Rotenburg (Wümme)

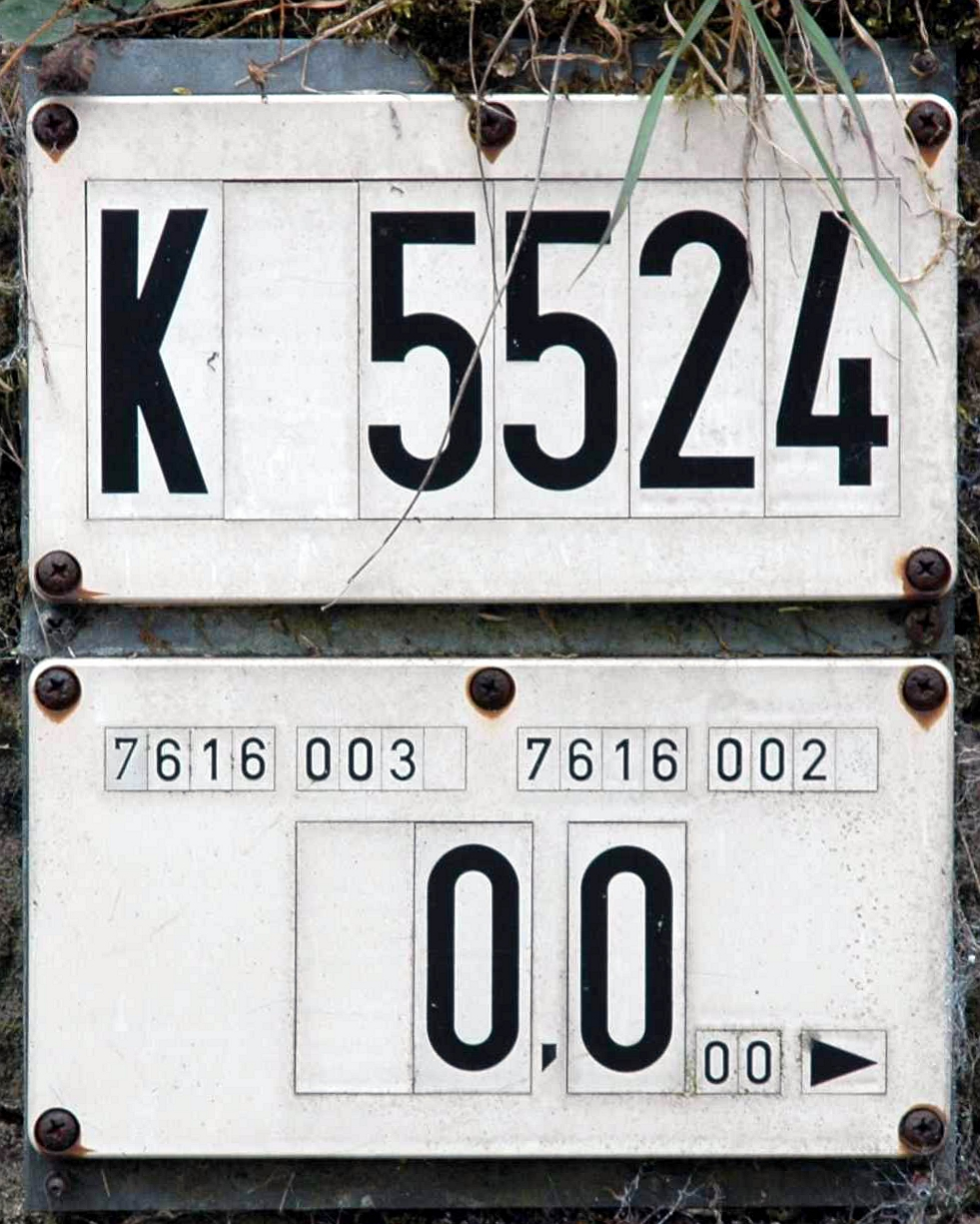
Stationszeichen

Die Liste der Kreisstraßen im Landkreis Rotenburg (Wümme) führt alle Kreisstraßen im niedersächsischen Landkreis Rotenburg (Wümme) auf.

## Abkürzungen
- K: Kreisstraße
- L: Landesstraße

## Liste
Nicht vorhandene bzw. nicht nachgewiesene Kreisstraßen werden in Kursivdruck gekennzeichnet, ebenso Straßen und Straßenabschnitte, die unabhängig vom Grund (Herabstufung zu einer Gemeindestraße oder Höherstufung) keine Kreisstraßen mehr sind. 
Der Straßenverlauf wird in der Regel von Nord nach Süd und von West nach Ost angegeben.
| Nr.   | Verlauf |
| ----- | --- |
| K 101 | K 102 in Fahrendorf – Klenkendorf – Mintenburg – K 148 – Sandbostel – Ober Ochtenhausen – Hütten – in Selsingen                                                                              |
| K 102 | / in Bremervörde – K 148 – Spreckens – Fahrendorf – K 101 – Fahrendahl – K 104 – Friedrichsdorf – K 103 – Unterbarkhausen – Barkhausen – L 122 – Findorf                                     |
| K 103 | K 102 in Friedrichsdorf – K 148 in Augustendorf |
| K 104 | – Brillit – Osterwede – K 102 in Friedrichsdorf |
| K 105 | (K 35 im Landkreis Cuxhaven) – Kreisgrenze – Iselersheim – K 136 – Klein Mehedorf – Hönau-Lindorf – K 106 – / in Bremervörde                                                                 |
| K 106 | Ostendorf – K 136 – Breitenvieh – Nieder Ochtenhausen – K 105 |
| K 107 | L 123 in Hesedorf – in Bevern |
| K 108 | (K 42 im Landkreis Stade) – Kreisgrenze – Byhusen – K 127 – Scharmbusch – Malstedt – K 122 – Hastenbeck – Deinstedt –                                                                        |
| K 109 | (K 43 im Landkreis Stade) – Kreisgrenze – Baaste – Farven – K 122 – Fehrenbruch – Mojenhop – Sprakel – Anderlingen – K 110 – Haaßel – in Selsingen                                           |
| K 110 | K 118 in Ohrel – Anderlingen – K 109 – Sassenholz – K 134 – Vierenhöfen – Meinstedt – Kreuzkamp – Heeslingen – L 124 – K 130 – L 142 in Wiersdorf                                            |
| K 111 | L 133 in Ostertimke – Hemel – L 132 |
| K 112 | L 132 – Winkeldorf – K 201 – Nartum – Bockel – |
| K 113 | L 133 in Tarmstedt – Wilstedt – K 150 – K 117 – K 146 – Buchholz – Kreisgrenze – (K 3 im Landkreis Verden)                                                                                   |
| K 114 | L 122 in Rhade – Flötenkiel – Hanstedt – Breddorf – K 135 – Hepstedt – K 133 – L 133 in Tarmstedt                                                                                            |
| K 116 | (K 39 im Landkreis Cuxhaven) – Kreisgrenze – Drittgeest – Heinschenwalde – K 144 – Oerel Bahnhof – / in Oerel                                                                                |
| K 117 | K 113 in Wilstedt – K 128 – Osterbruch – Neuenbülstedt – Altenbülstedt – L 132 |
| K 118 | K 122 – Fiehnenberg – Ohrel – K 110 – Windershusen – in Selsingen |
| K 119 | in Selsingen – Granstedt – K 147 – Rockstedt – K 143 – K 137 – Ostrhade – L 122 in Rhade |
| K 120 | (K 76 im Landkreis Stade) – Kreisgrenze – Viehbrock – Wense – Sellhoop – K 134 – L 124 |
| K 121 | (K 59 im Landkreis Stade) – Kreisgrenze – Wohnste – K 131 – L 130 in Ramshausen |
| K 122 | K 108 in Malstedt – K 118 – Farven – K 127 – K 109 – Kreisgrenze – (K 48 im Landkreis Stade)                                                                                                 |
| K 123 | K 134 in Groß Ippensen – Klein Meckelsen – L 142 in Groß Meckelsen |
| K 124 | L 119 – Neu Ebersdorf – K 116 |
| K 125 | K 148 – |
| K 126 | L 142 – Volkensen – Nindorf – K 130 – Poitzendorf – K 142 – – L 131 – Burg Elsdorf – Gyhum – L 141 – in Sick                                                                                 |
| K 127 | L 123 in Hesedorf – Byhusen – K 108 – Steinberg – K 122 in Farven |
| K 128 | K 117 in Wilstedt – L 132 in Vorwerk |
| K 130 | – K 134 – Offensen – Heeslingen – L 124 – Osterheeslingen – Weertzen – L 142 – Freyersen – Rüspel – K 132 – K 126                                                                            |
| K 131 | K 139 – Wohnste – K 121 – Klein Wohnste – Kreisgrenze – (K 67 im Landkreis Stade) |
| K 132 | L 142 – Frankenbostel – K 130 in Rüspel |
| K 133 | K 114 in Hepstedt – L 133 in Kirchtimke |
| K 134 | K 130 – Sassenholz – K 110 – Bohnste – Sellhoop – K 120 – Steddorf – L 124 – Sellhorn – Klein Ippensen – Groß Ippensen – K 123 – K 139 – Vierden – L 130                                     |
| K 135 | (K 19 im Landkreis Osterholz) – Kreisgrenze – K 114 in Breddorf |
| K 136 | K 105 in Iselersheim – K 106 in Ostendorf |
| K 137 | K 119 in Rockstedt – Ostereistedt – L 122 – Schohofen – L 133 in Badenstedt |
| K 138 | / in Basdahl – Neu-Oese |
| K 139 | (K 54 im Landkreis Stade) – Kreisgrenze – K 131 – K 134 – Groß Ippensen – Ippensen Süd – L 130 in Sittensen                                                                                  |
| K 140 | Oldendorf – in Zeven |
| K 141 | in Wehldorf – Gyhum – K 126 – Bahnhof Gyhum – Hesedorf – K 238 – L 131 in Abbendorf |
| K 142 | K 126 – Ehestorf – Hatzte – Alpershausen – L 130 in Hamersen |
| K 143 | K 119 in Rockstedt – Godenstedt – in Zeven |
| K 144 | K 116 – Hipstedt – Kreisgrenze – (K 40 im Landkreis Cuxhaven) |
| K 145 | (K 15 im Landkreis Osterholz) – Kreisgrenze – K 114 in Tarmstedt |
| K 146 | K 113 in Wilstedt – Dipshorn – Kreisgrenze – (K 33 im Landkreis Verden) |
| K 147 | K 119 – Lavenstedt |
| K 148 | K 102 in Bremervörde – K 125 – Minstedt – K 101 in Sandbostel |
| K 149 | L 130 – Freetz – Kalbe – L 142 |
| K 150 | (K 42 im Landkreis Osterholz) – Kreisgrenze – K 113 in Wilstedt |
| K 201 | K 112 in Winkeldorf – K 203 – Horstedt – K 227 – Taaken – K 202 – K 203 – Reeßum – K 242 – K 204 – in Sottrum                                                                                |
| K 202 | (K 4 im Landkreis Verden) – Kreisgrenze – Taaken – K 201 – K 203 – Bittstedt – Schleeßel – K 204 – Höperhöfen – Bötersen – in Waffensen                                                      |
| K 203 | K 201 in Horstedt – Stapel – K 201/K 202 in Taaken |
| K 204 | K 242 in Reeßum – K 201 – Sottrum – Clüversborstel – K 202 in Schleeßel |
| K 205 | in Sottrum – K 215 – Fährhof – Hellwege – K 234 – Ahausen – K 217 – K 220 – Bünte – – K 233 – … – K 220 in Westerwalsede – K 233 – Kirchwalsede – K 206 – Weißenmoor – Lüdingen – in Wittorf |
| K 206 | – Worth – Hastedt – – K 209 – Kirchwalsede – K 233 – Süderwalsede – Kreisgrenze – (K 11 im Landkreis Verden)                                                                                 |
| K 207 | – Nindorf – L 171 – Visselhövede – Neu-Wehnsen – K 245 – Wehnsen – Kreisgrenze – (K 124 im Landkreis Heidekreis)                                                                             |
| K 208 | L 171 in Hiddingen – Riepholm – in Ottingen |
| K 209 | K 224 in Brockel – Brockel Bahnhof – Bothel – K 239 – – Riekenbostel – K 206 |
| K 210 | – Trochel – Bellen – Rosebruch – K 223 – Hütthof – Buchholz – |
| K 211 | in Rotenburg (Wümme) – Wohlsdorf – Bartelsdorf – K 224 – L 131 – Westervesede – Ostervesede – K 232 – K 236 – Fintel – K 212 – K 221                                                         |
| K 212 | L 130 in Helvesiek – Lauenbrück – K 222 – Vahlde – K 232 – Fintel – K 211 – K 221 – Kreisgrenze – (K 30 im Landkreis Heidekreis)                                                             |
| K 213 | (K 31 im Landkreis Heidekreis) – Kreisgrenze – ohne Abzweig einer klassifizierten Straße – Kreisgrenze – (K 31 im Landkreis Heidekreis)                                                      |
| K 214 | K 226 in Stemmen – Neddervieh – |
| K 215 | K 205 in Sottrum – Hassendorf – |
| K 216 | K 219 in Westerholz – Jeersdorf – in Scheeßel |
| K 217 | K 205 in Ahausen – in Unterstedt |
| K 219 | L 130 in Hamersen – Sothel – K 226 – Höllenkamp – Wittkopsbostel – Hetzwege – L 131 – Westerholz – K 216 – /                                                                                 |
| K 220 | K 205 in Ahausen – Eversen – – K 205 in Westerwalsede |
| K 221 | (K 35 im Landkreis Harburg) – Kreisgrenze – K 222 – Vosshusen – Fintel – K 211 – K 212 |
| K 222 | K 212 – Riepe – Stell – K 232 – K 221 |
| K 223 | in Söhlingen – Moordorf – K 246 – K 210 in Rosebruch |
| K 224 | – Bartelsdorf – K 211 – K 209 in Brockel |
| K 225 | K 226 in Sothel – Westeresch – L 131 |
| K 226 | K 219 in Sothel – K 225 – L 130 – Helvesiek – Stemmen – K 214 – |
| K 227 | K 201 in Horstedt – Clunder – in Mulmshorn |
| K 228 | (K 32 im Landkreis Verden) – Kreisgrenze – Dreeßel – Jeddingen – L 171 – Bleckwedel – K 240                                                                                                  |
| K 231 | – Waffensen |
| K 232 | K 222 – Vahlde – K 212 – Benkeloh – K 211 in Ostervesede |
| K 233 | K 205 – Westerwalsede – K 205 – K 206 – Süderwalsede – Rahnhorst – Kreisgrenze – (K 25 im Landkreis Verden)                                                                                  |
| K 234 | (K 26 im Landkreis Verden) – Kreisgrenze – K 205 in Hellwege |
| K 235 | in Wittorf – L 171 in Jeddingen |
| K 236 | K 211 in Ostervesede – Kreisgrenze – (K 37 im Landkreis Heidekreis) |
| K 237 | – Everinghausen |
| K 238 | K 141 – Borchel – Littje Dörp – |
| K 240 | K 228 – Egenbostel – L 171 |
| K 241 | (K 35 im Landkreis Verden) – Kreisgrenze – ohne Abzweig einer klassifizierten Straße – Kreisgrenze – (K 35 im Landkreis Verden)                                                              |
| K 242 | (K 36 im Landkreis Verden) – Kreisgrenze – Reeßum – K 204 – K 201 |
| K 244 | (K 127 im Landkreis Heidekreis) – Kreisgrenze – K 245 |
| K 245 | K 207 in Neu-Wehnsen – K 244 – L 161 in Kettenburg |
| K 246 | K 223 – Kreisgrenze – (K 43 im Landkreis Heidekreis) |